# Bitches
Bitches was een Nederlandse komische serie op BNN over drie dochters van rijke ouders die in het kader van een taakstraf diverse klussen moeten uitvoeren.

## Verhaal
Hester, Sabine en Rachel weten niet beter dan dat alles in het leven hen komt aanwaaien. Totdat ze een auto-ongeluk veroorzaken en zich schuldig maken aan een 'hit & run'. Ze worden gearresteerd en krijgen een taakstraf opgelegd. En zo komt het dat deze drie meiden, die niet eens weten wat het begrip 'werken' precies inhoudt, worden ingezet voor klusjes in bejaardentehuizen, instellingskeukens, plantsoenen en tal van andere plaatsen. De goed onderhouden nagels worden hier zwaar op de proef gesteld.

## Rolverdeling
- Anna Drijver als Rachel Hazebroek
- Sjaan Duinhoven als Sabine Finckelsteijn
- Janna Fassaert als Hester Smit van Berghe Doorenbosch
- Walid Benmbarek als Appie

## Prijzen
In 2004 winnen ze een Gouden Beeld in de categorie Comedy.